# إبراهيم بشمي
إبراهيم محمد علي بشمي (1947) روائي وصحفي وسياسي بحريني.

## السيرة
ولد بشمي في العاصمة المنامة. حصل على بكالريوس الصحافة من جامعة القاهرة عام 1971. عمل صحفي في جريدة الأضواء البحرينية من 1971 إلى 1973 ثم مدير لتحرير مجلة صدى الأسبوع عام 1975 ثم مدير مكتب جريدة الخليج الصادرة في دولة الإمارات العربية المتحدة - البحرين من 1980 إلى 1982 ثم نائب مدير مركز الأمم المتحدة للإعلام – البحرين من 1982 إلى 1983 ثم أسس وتولى رئاسة تحرير مجلة بانوراما الخليج من 1983 إلى 2003. تولى رئاسة هيئة تحرير جريدة الوقت من 2005 إلى 2010. تم تعيينه عضو في مجلس الشورى من 2002 إلى 2014.

## كتب قام بتأليفها
1. اليمن بوابة الخليج الخلفية (1982).
2. الكويت فرز الأوراق الديمقراطية (1982).
3. بلوشستان قوس الخليج المشدود (1985).
4. أيام زمان (1986).
5. حكايات شعبية (1986).
6. بيوت البحرين القديمة (1987).
7. أرخبيل الحكايات (1988).
8. مملكة هرمز .. الفقاعة الذهبية (1994).
9. منمنمات (1994).
10. حكايات الأمثال (1994).
11. الحكواتي الشرقي (1994).
12. عقد اللآل في تاريخ أوال (1994).
13. المنامة شانزيليزيه الخليج (1994).
14. ليس للعشق من يقين (1998).
15. واطرفتاه – (حياة الشاعر طرفة بن العبد) (1998).
16. قوس الخليج المشدود (1998).
17. خليج السبعينات (رواية شاهد عيان) (2002).
18. هواجس البحرين الديمقراطية (2002).
19. إشكالية غياب الثقافة الديمقراطية (2002).